# Tranumyrtjärnarna
Tranumyrtjärnarna är en sjö i Vindelns kommun i Västerbotten och ingår i Sävaråns huvudavrinningsområde. Sjöns area är 0,016 kvadratkilometer och den befinner sig 250 meter över havet.